# You Press the Button, We Do the Rest

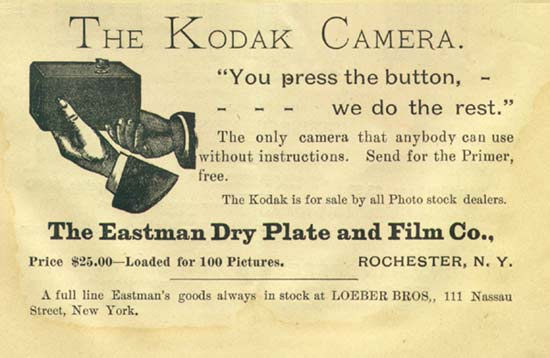
Anuncio de la primera cámara Kodak con el eslogan incluido.

"You Press the Button, We Do the Rest" (en castellano "Tú pulsas el botón, nosotros haremos el resto") fue un eslogan publicitario acuñado por George Eastman, el fundador de Kodak, en 1888. Eastman creía que la fotografía se tenía que universalizar, haciéndola accesible a todo el mundo que deseara hacer fotografías. Hasta entonces, hacer fotografías era un proceso complicado al cual solo tenían acceso los fotógrafos capaces de procesar y revelar películas. Con este nuevo eslogan publicitario, Eastman y su empresa Eastman Kodak se convirtieron en una empresa con mucho éxito que ayudó a popularizar la fotografía.

## Historia del eslogan
La primera cámara de Eastman, the Detective, fue creada en 1886. Solo se produjeron 50, y no se vendió con éxito comercial. Más adelante, en 1888, Eastman creó un modelo superior, la Eastman Kodak cámara para reemplazar el modelo anterior del mercado. Fue esta cámara, la Kodak, que inspiró el eslogan "Tú pulsas el botón, nosotros haremos el resto". Eastman escribió el eslogan publicitario él mismo después de contratar un publicista que lo decepcionó, dado que no entendió el simple funcionamiento de la cámara para hacer fotos.
Parte del éxito de Eastman fue posible gracias a su punto de vista comercial, que le permitió ver un gran potencial en la fotografía amateur. Eastman consideraba que la fotografía amateur o principiante podía haber resultado ser un interés generalizado para todo el mundo. Para hacerlo posible, creyó conveniente separar las dos funciones principales de la fotografía: la acción de hacer fotografías, y el revelado posterior. Para Eastman la parte del eslogan 'nosotros haremos el resto' era literalmente cierto, puesto que los consumidores simplemente tenían que hacer las fotografías y enviarlas a la fábrica Kodak a Rochester. En la fábrica Kodak, la película era separada de la cámara, cortada en tiras de doce exposiciones, revelada, puesta en contacto con una clara piel gelatinosa y finalmente secada. Entonces, se realizaban impresiones de cada negativo, se enganchaban en un marco fotográfico y eran enviadas a los clientes, junto con la propia cámara, los negativos y un rollo nuevo de película.

## Objetivos comerciales
George Eastman consideraba que la fotografía amateur atraía a dos grupos de personas. El primero eran los "amateurs verdaderos", los cuales eran personas dispuestas a invertir tiempo y dinero para aprender el arte de la fotografía. Ellos tenían las herramientas para desarrollar, imprimir y entender la fotografía como una forma de arte. El segundo grupo simplemente quería fotografías como recuerdos de sus vidas cotidianas, pero no estaban interesados en aprender el resto. Eastman creía que el segundo grupo era más numeroso y decidió dirigir sus productos a los dos grupos, a pesar de que, enseguida se dio cuenta de que el segundo grupo podía ser expandido a todas las personas de la Tierra, y es por eso que para atraerlos utilizó el eslogan "nosotros haremos el resto". 

## Estrategia de marketing
En 1889, cuando la cámara estaba lista para ser distribuida, Eastman empezó a expandir el anuncio a revistas nacionales y suplementos semanales, incluyendo Harper's, Scribner's Magazine, Scientific American, Harper's Weekly, Frank Leslie, Time Magazine, and Puck Magazine. La frase "Tú pulsas el botón, nosotros haremos  el resto" era también acompañado por clientes testimoniales del producto en anuncios de páginas enteras. La Kodak se vendía por 25.00$.

## Resultado
Gracias a la campaña publicitaria de "nosotros haremos el resto", la cámara Kodak aconteció muy popular y Eastman y su empresa Kodak revolucionaron el negocio de la fotografía en los Estados Unidos y en el resto del mundo. Gracias a los ingresos obtenidos por anunciar esta cámara, Eastman Kodak fue capaz de dominar competencia durante años y encabezar las innovaciones dentro del campo de la fotografía durante años.